# 御用邸

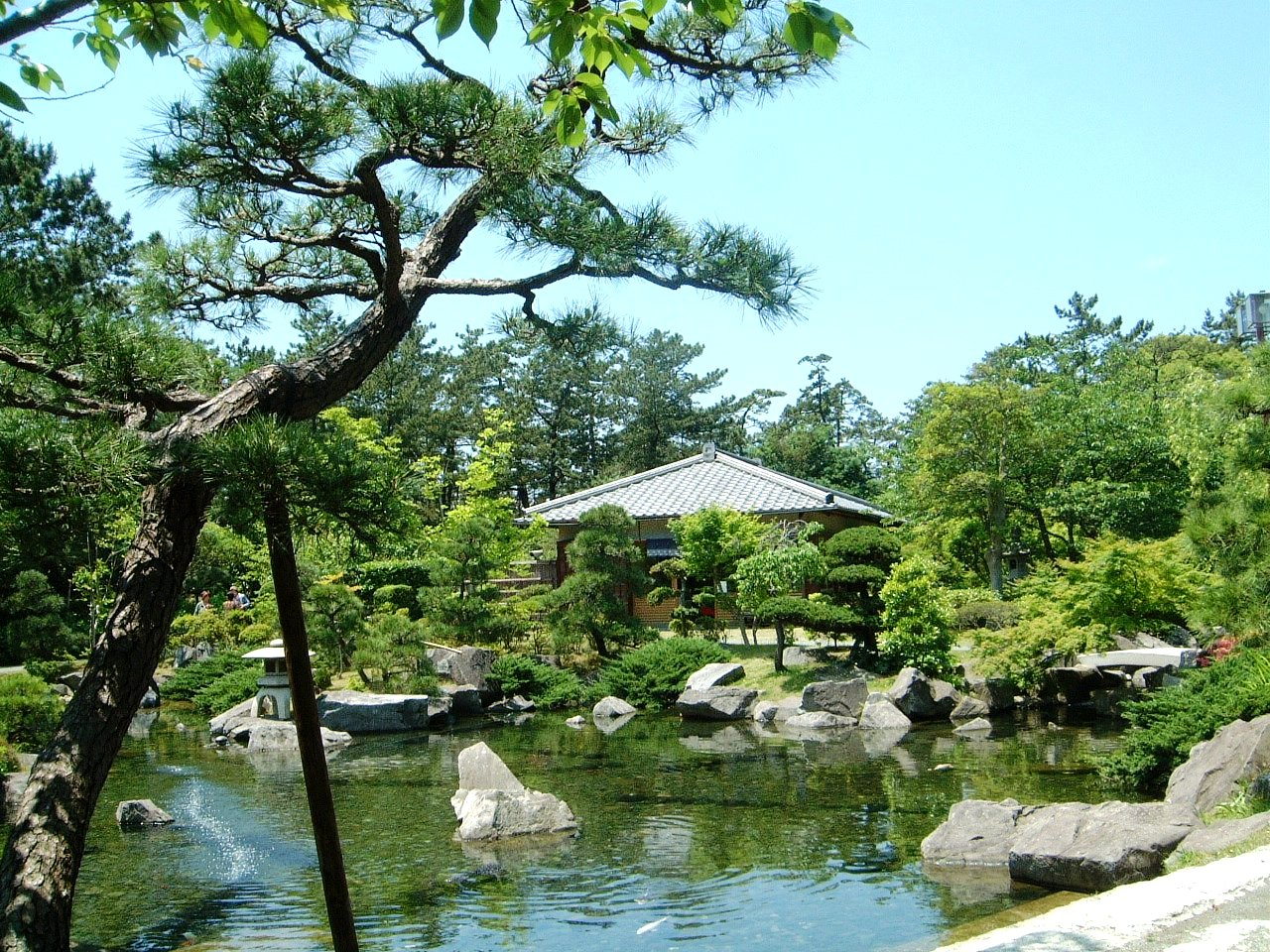
葉山御用邸

御用邸（日语：／ Goyōtei */?）是日本天皇、皇族的別墅。一般而言，一年可能因靜養、避暑、避寒等目的訪問御用邸。根據宫内厅的定義，達到一定規模以上建築與面積者稱為離宮，而規模較小者則為御用邸。

## 現存御用邸
那須御用邸（／ Nasu-goyōtei）
栃木縣那須郡那須町（37°5′16.7″N 140°1′25.2″E / 37.087972°N 140.023667°E）、完工於1926年（大正15年 / 昭和元年）
主要在8月 - 9月訪問。
2008年（平成20年）因明仁天皇、美智子皇后的意願，首次在秋季（10月24日 - 27日）訪問。
2011年（平成23年）時，因應同年3月11日發生的東日本大震災，依據天皇、皇后之意願，對福島縣的受災戶提供開放浴室等一部分設施。。
2011年（平成23年）5月22日，御用邸敷地的約一半開始向公眾開放，並作為那須平成之森開園。
由於那須御用邸保存了豐富的自然環境，第125代天皇明仁認為應該提供國民親近大自然的環境，因此於2007年（平成19年）將御用邸敷地約一半的570公頃由宮內廳移交予環境省，經過四年的自然環境監視調査、設施整備、步道鋪設等工程之後，於2011年（平成23年）5月22日以天皇陛下即位20週年紀念的名義，作為日光國立公園那須平成之森開園。
葉山御用邸（／ Hayama-goyōtei）
神奈川縣三浦郡葉山町（35°15′40.7″N 139°34′41.4″E / 35.261306°N 139.578167°E）、完工於1894年（明治27年） -
主要在2月 - 3月訪問。大正天皇崩御之處。
1894年（明治27年）啟建。嘉仁親王（後為大正天皇）在幼年時期身體狀況不佳，侍醫埃爾溫·貝爾茲建議應於葉山興建休養地。
1926年（大正15年）12月25日，因大正天皇崩御，皇太子裕仁親王踐祚。葉山御用邸旁設置了裕仁親王踐祚記念碑。
1971年（昭和46年）建築物燒毀（葉山御用邸放火事件），於1981年（昭和56年）重建。
1987年（昭和62年）附屬邸跡地作為葉山潮騷公園開園。公園內的潮騷博物館展示了昭和天皇採集的生物標本。
須崎御用邸（／ Suzaki-goyōtei）
静岡県下田市須崎（34°40′6.9″N 138°58′32.1″E / 34.668583°N 138.975583°E）、完工於1971年（昭和46年） -
主要在7月 - 8月訪問。舊時三井財閥的別墅，由日本國政府買下改建為御用邸。
邸内設有私人海灘。

## 舊時存在的御用邸
- 橫濱御用邸（伊勢山離宮）（神奈川縣橫濱市） - 1875年（明治8年）設置、1884年（明治17年）廢止。後來由橫濱港海軍東海鎮守府跡代用。伊勢山皇大神宮旁。
- 神戶御用邸（兵庫縣神戶市） - 1886年（明治19年）設置，現為神戶臨海樂園（神戸ハーバーランド）的一部分。
- 熱海御用邸（静岡縣熱海市） - 1888年（明治21年）設置，1928年（昭和3年）廢止。現在是熱海市役所。
- 伊香保御用邸（群馬縣伊香保町） - 1890年（明治23年）設置、1945年（昭和20年）廢止。現在是群馬大學伊香保研修所。
- 山內御用邸（栃木縣日光市） - 1890年（明治23年）設置。現在是日光東照宮社務所。
- 沼津御用邸（静岡県沼津市） - 1893年（明治26年）設置，1969年（昭和44年）廢止。現在是沼津御用邸記念公園。
- 宮之下御用邸（神奈川縣箱根町） - 1895年（明治28年）設置。後為高松宮家別邸，現在是富士屋飯店別館菊華荘。
- 田母澤御用邸（栃木縣日光市） - 1899年（明治32年）設置、1947年（昭和22年）廢止。現在是日光田母澤御用邸記念公園。

幕末至明治年間，天皇家的子嗣夭折甚多，1883年（明治16年）由侍醫連名提出改善案，其中提出建設避暑用離宮的計畫，因此建設了箱根離宮（恩賜箱根公園）與日光御用邸。然而，明治天皇因為腳氣病問題而從未造訪。
- 鎌倉御用邸（神奈川縣鎌倉市） - 1899年（明治32年）設置、1931年（昭和6年）廢止，現在為鎌倉市立御成小學校、鎌倉市役所。
- 靜岡御用邸（靜岡縣靜岡市） - 1900年（明治33年）設置、1930年（昭和5年）廢止、因靜岡大空襲燒毀。現在為靜岡市役所。
- 小田原御用邸（神奈川縣小田原市） - 1901年（明治34年）設置、1930年（昭和5年）廢止。位於小田原城內。
- 鹽原御用邸（栃木縣那須鹽原市） - 1904年（明治37年）設置，1946年（昭和21年）廢止。現在是國立光明寮國立鹽原視力障礙中心。一部移至「天皇之間記念公園」。

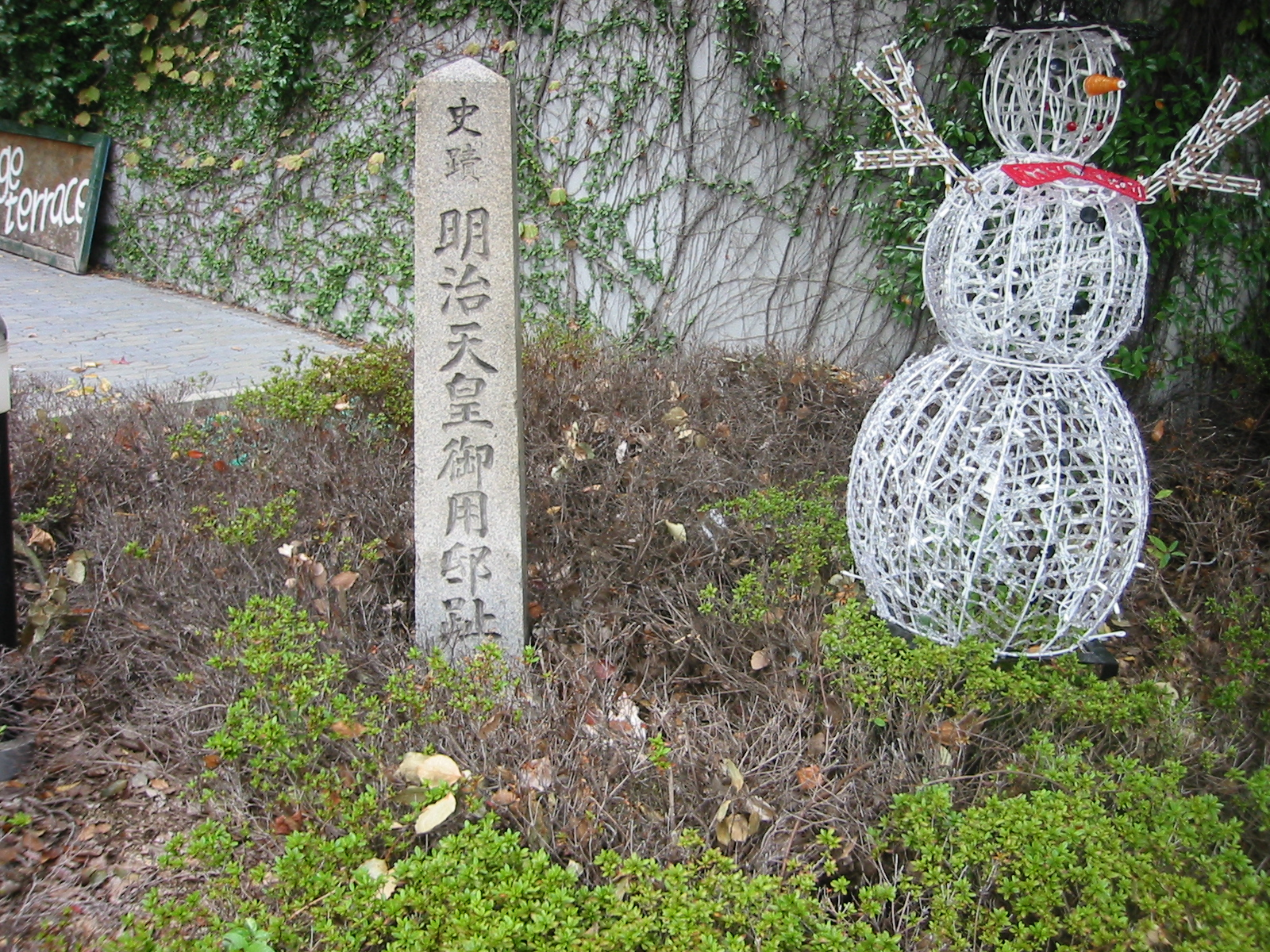
神戶御用邸跡石碑
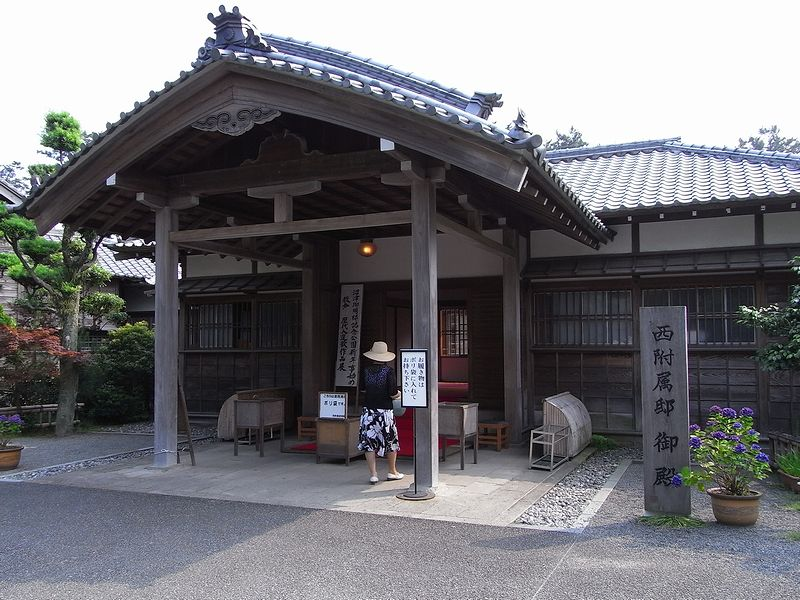
沼津御用邸記念公園西附属邸車寄（2008年6月17日攝影）
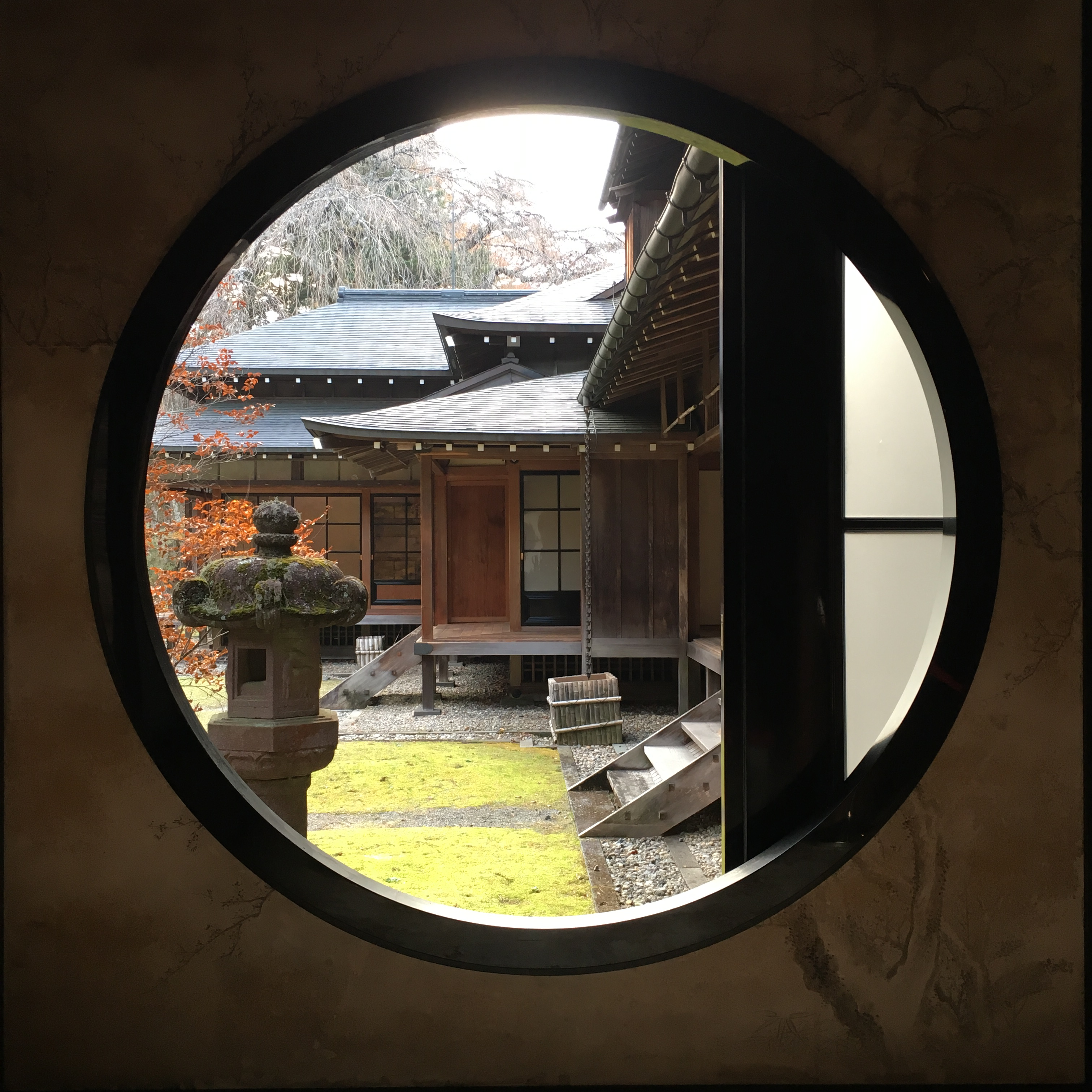
日光田母澤御用邸記念公園

## 關聯項目
- 皇居 - 御所
- 御用地
- 宮邸（宮家邸宅）
- 御殿・御茶屋（日语：御殿・御茶屋）（将軍家別墅）
- 御苑
- 離宮

## 文獻
- 澤村修治　『天皇のレゾート　御用邸をめぐる近代史』　2014年　図書新聞 ISBN 978-4-88611-460-0
  - 上記の本は御用邸一般に関しても詳しい。

## 出典
1. ↑  .   [2020-10-09]. （原始内容存档于2011-03-27）.
2. ↑  .   [2020-10-09]. （原始内容存档于2012-11-07）.
3. ↑  澤村[2014:20-70]
4. 1 2  明治16年と同21年の上申書からみた明治天皇皇子女夭折問題 （页面存档备份，存于）深瀬泰旦、日本医史学雑誌 第61巻第2号（2015）

## 外部連結
- 御用邸 - 宮内庁 （页面存档备份，存于）